# Молдова
Молдо́ва (рум. Moldova), офіційна назва — Респу́бліка Молдо́ва (рум. Republica Moldova) — держава у Східній Європі, має вихід до моря через річку Дунай у районі села Джурджулешти. На півночі, сході й півдні межує з Україною, на заході — з Румунією. Столиця — місто Кишинів. Площа країни — 33 843 км² (135 місце у світі). Населення країни — 2,458 млн. Адміністративно поділяється на 39 одиниць першого рівня: 32 райони, 5 муніципіїв та 2 автономні утворення — Гагаузію та Придністров'я.
Більша частина молдовської території входила до складу Молдавського князівства з XIV століття до 1812 року, коли вона була відділена Османською імперією (до якої Молдова була васальною державою) до Російської імперії і стала називатися Бессарабією. У 1856 році Південну Бессарабію було повернуто до Молдови, яка через три роки об'єдналася з Волоським князівством, щоб утворити Румунію, але російське панування над регіоном було відновлено 1878 року. Під час Російської революції 1917 року Бессарабія ненадовго стала автономною державою у складі Російської Республіки, відомої, як Молдовська Демократична Республіка. У лютому 1918 Молдовська Демократична Республіка проголосила незалежність, а пізніше того ж року об'єдналася з Румунією після голосування своїх парламентів. Це рішення було оскаржене Радянською Росією. 1924 року включена до складу Української СРР як Молдавська Автономна Радянська Соціалістична Республіка (МАРСР) на частково заселених молдаванами територіях на схід від Бессарабії. 1940 року, скориставшись угодою з Німеччиною, Радянський Союз змусив Румунію передати Бессарабію Радянському Союзові, що призвело до створення Молдавської Радянської Соціалістичної Республіки (МРСР), яка включала більшу частину Бессарабії та найзахіднішу смугу колишньої МАРСР (на схід від Дністра).
27 серпня 1991 року у процесі розпаду Радянського Союзу, Молдавська РСР проголосила незалежність і отримала назву Молдова. Конституція Молдови була прийнята в 1994 році. Смуга молдовської території на східному березі Дністра з 1990 року фактично перебуває під контролем уряду так званої «Придністровської Молдавської Республіки».
Через зменшення промислового та сільськогосподарського виробництва після розпаду Радянського Союзу сфера послуг зросла, і стала домінувати в економіці Молдови, і нині становить понад 60 % ВВП країни. Її економіка є найбіднішою в Європі за рівнем населення та має найнижчий показник людського розвитку на континенті.
Молдова — парламентська республіка з президентом на посаді глави держави та прем'єр-міністром на посаді глави уряду. Країна є членом Організації Об'єднаних Націй, Ради Європи, Світової організації торгівлі (СОТ), Організації з безпеки та співробітництва в Європі (ОБСЄ), ГУАМ, Співдружності Незалежних Держав (СНД) та Організації Чорноморського економічного співробітництва (ОЧЕС).

## Етимологія
Назва «Молдова» походить від однойменної річки, чия долина була політичним центром раннього Молдавського князівства. Назва річки «Молдова» походить із легенди про дівчину на ім'я Молдова, що чекала свого коханого з війни, проте він загинув і її хотіли видати заміж за заможного пана. Молдова натомість стрибнула у річку, навіки залишившись цнотливою[джерело?].
За іншою версією, яку розповіли молдавські історики Димитрій Кантемір і Григорій Уреке, князь Драгош I полював на тура, і під час полювання в річці, яка тепер відома як Молдова потонув гончак князя, якого звали Молдова. З тих пір, за легендою, річку так і назвали, а князю так сподобалися навколишні землі, що він там оселився.
Румунський історик Богдан Петричейку-Гашдеу, пов'язав назву річки Молдова з Мулде, річкою в Саксонії, та Молдау, німецькою назвою чеської річки Влтава. Він доводив занесення назви річки готами, у готській мові яких слово «мулда» означає «прах», «пил». На додачу, в Румунії є інша річка, яка має назву від цього кореня, але вже зі слов'янських мов — Прахова, що походить від слова «прах» і має тотожне значення з готським «мулда».
Румунський мовознавець Йоргу Йордан вважав, що слово походить від «молід» — смерека, але втрату «і» важко пояснити на основі фонетики румунської мови.
Від XIV ст. в українській мові Молдову традиційно називали Молдовою, Молдавою, або Молдавською землею. З кінця 1980-х країну стали називати на румунський лад.

## Географія

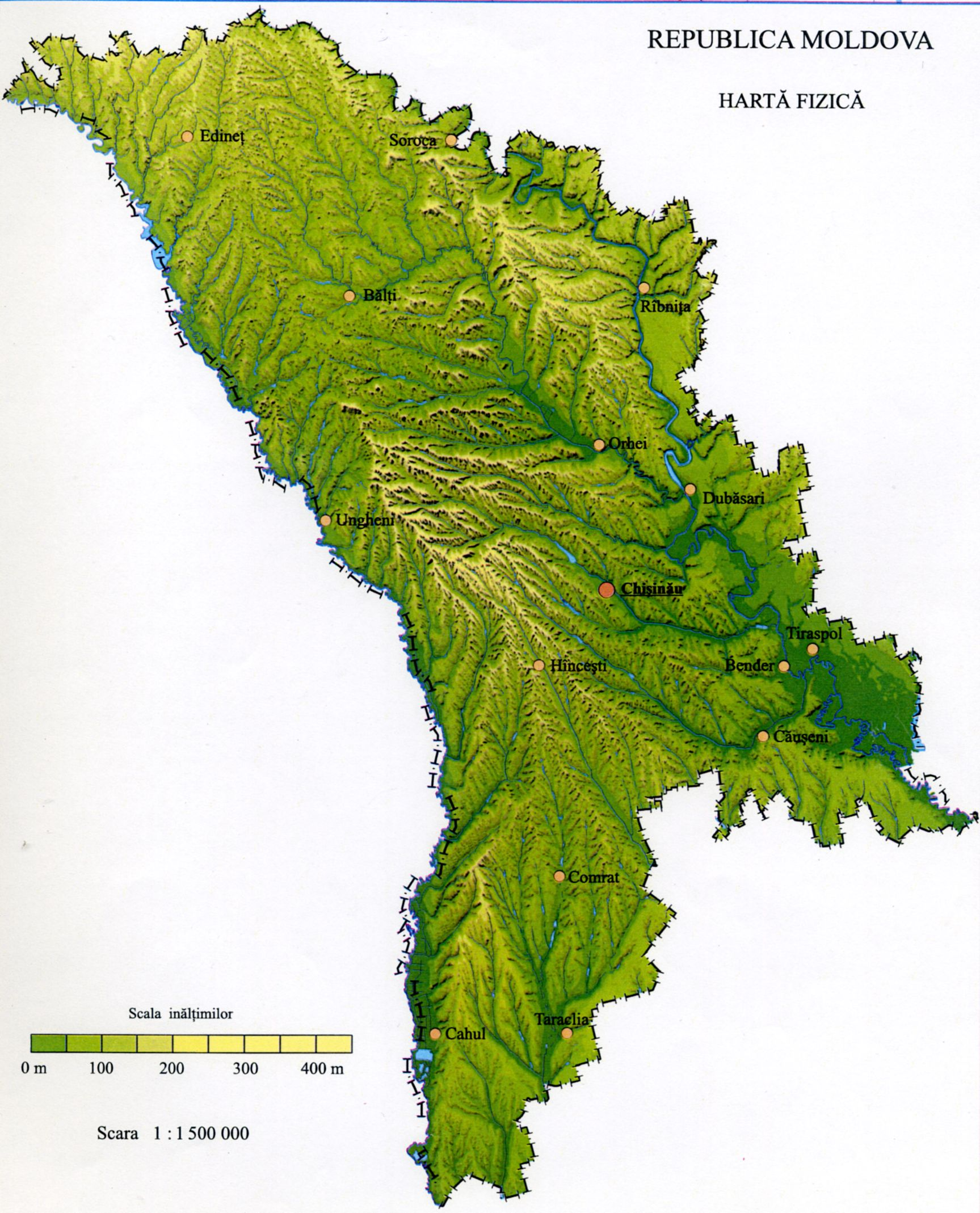
Топографічна мапа країни.

Див. також: Геологія Молдови, Гідрогеологія Молдови, Сейсмічність Молдови, Список ссавців Молдови
Країна розташована на південному сході Європи між 26 й 30 градусами східної довготи і 45 й 48 градусами північної широти. На півночі, сході й півдні межує з Україною, на заході — з Румунією. Площа країни — 33 843 км² (136 місце у світі). Найбільша довжина території з півночі на південь — 350 км, а із заходу на схід — 150 км, на півдні відстань між західним і східним кордоном скорочується до 20—50 км.

### Рельєф
Рельєф Молдови — рівнина з численними пагорбами, розчленована балками та річками. Молдова займає південно-західну частину Східно-Європейської рівнини, західну околицю Причорноморської низовини, а на північному сході відроги Подільської височини. Середня висота 147 м, максимальна — до 430 м (гори Баланешти). У межах Молдови виділяються Молдовське плато, Північно-Молдовська, Південно-Молдовська та Нижньодністровська рівнина, Придністровська й Тігецька височини. Плато й рівнини Молдови мають м'якохвилясту поверхню, густо розчленовану річковими долинами й балками. Височини видовжені в субмеридіональному напрямі, інтенсивно розчленовані.
Найбільш піднесена і розчленована частина Центральномолдавської височини — Кодри — займає 14,5 % площі Молдови. У межах Кодр вертикальне розчленування рельєфу становить 200—300 м.

### Гідрографія

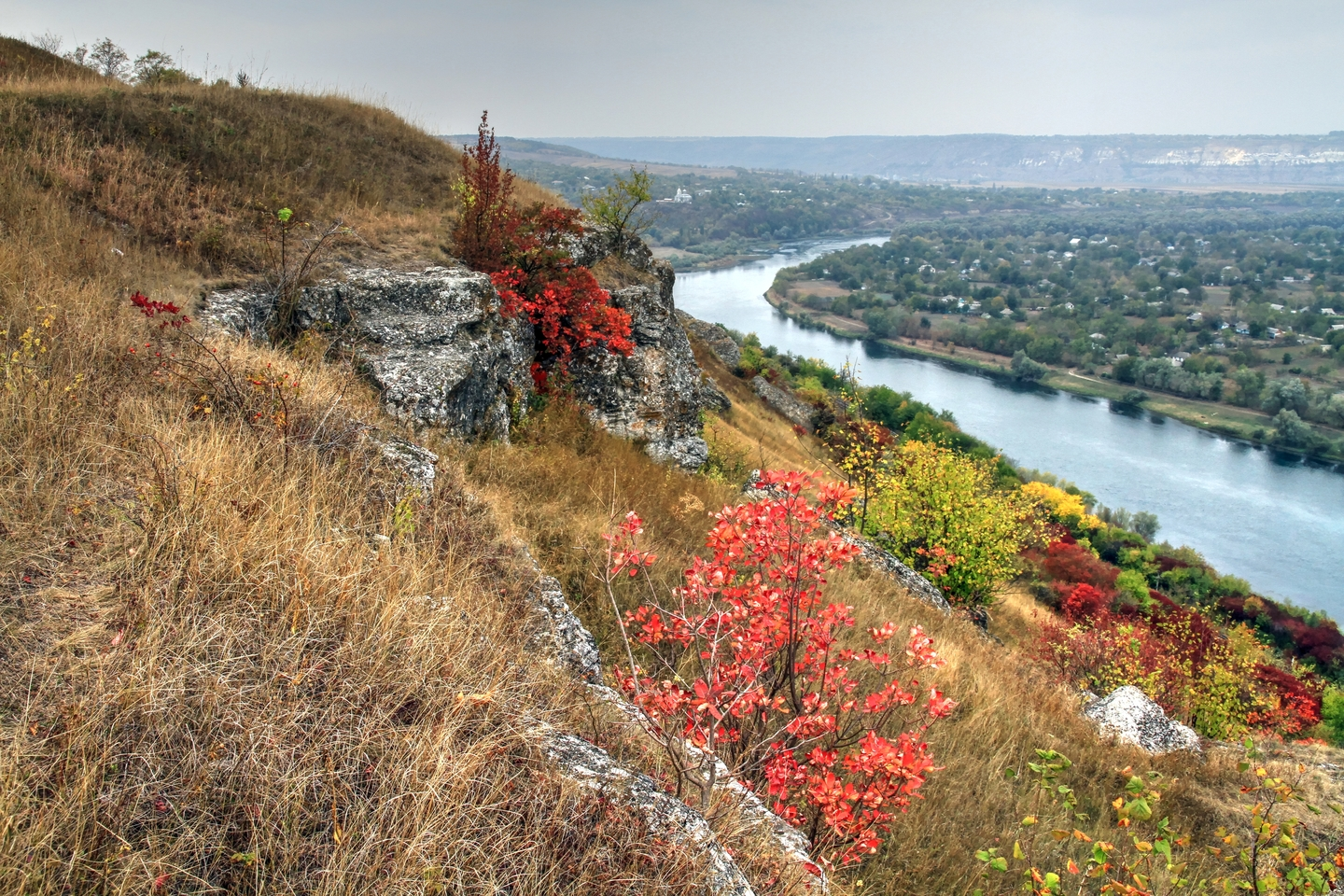
Річка Дністер

Головні річки — Дністер (з притоками Старий Реут, Бик, Ботна, Кам'янка та інші) і Прут (з притоками Чугур, Ларга, та інші). Багато заплавних озер. Водосховища: Гідігіцьке, Дубоссарське, Комратське, Котовське, Тараклійське та інші.

### Клімат
Клімат Молдови помірно континентальний із рисами степового клімату. Він формується під впливом циркуляції повітряних мас з Атлантики, Арктики і Центральної Азії. Важливу роль відіграє і рельєф: у підвищених частинах країни клімат дещо вологіший, у південних — посушливіший. Середні температури січня на півночі −5 °C, на півдні −2 °C, липня — відповідно 19 °C і +22 °C; абсолютний максимум +41 °C; абсолютний мінімум –36 °C. Річна кількість опадів від 370 мм на півдні до 560 мм на півночі (у Кодрах до 600 мм/рік). Найбільше опадів випадає в травні—червні;  зимові опади випадають переважно у вигляді нестійкого снігу. Тривалість безморозного періоду становить до 180 днів. Сума активних температур вище 10 °C зазвичай становить 3200—3500 °C. Переважають північно-західні та південно-східні вітри. Клімат сприятливий для сільського господарства, проте є ризики посух, пилових бур, весняних заморозків.

### Охорона природи

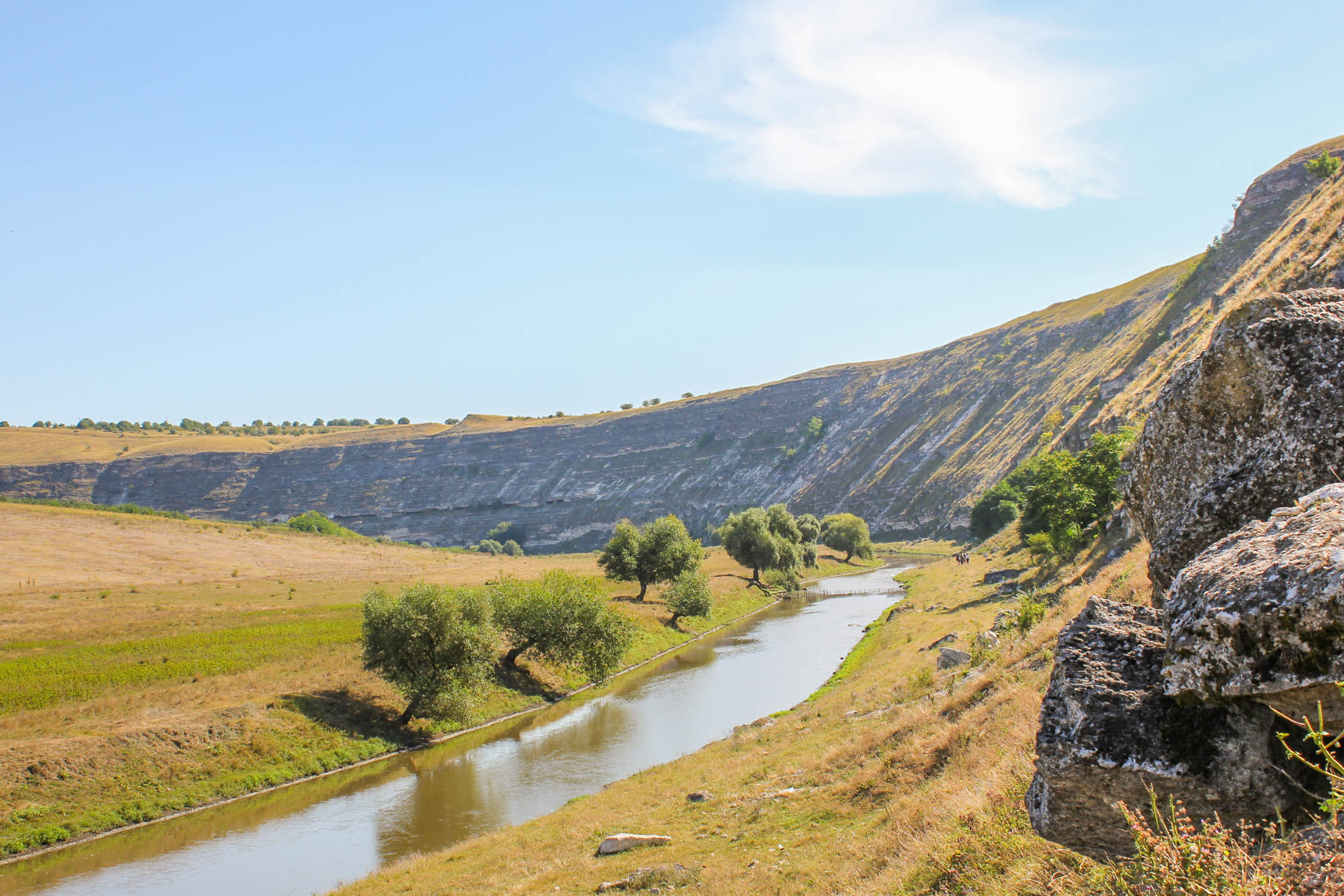
Національний парк Орхей

До 2013 року в країні не було жодного національного парку. Національний парк Орхей заснований у 2013 році і займає приблизно 1 % території країни. Діє також 5 заповідників, 41 ландшафтний парк, три угіддя конвенції Рамсар, і інші охоронні території. У червоній книзі Молдови знаходяться види під загрозою знищення.
| Наукові заповідники Молдови | Наукові заповідники Молдови | Наукові заповідники Молдови | Наукові заповідники Молдови |
| Назва                       | Назва                       | Засновано                   | Площа                       |
| --------------------------- | --------------------------- | --------------------------- | --------------------------- |
| 1                           | Кодри                       | 1971                        | 5177 га                     |
| 2                           | Ягорлик                     | 1988                        | 836 га                      |
| 3                           | Прутул-де-Жос               | 1991                        | 1691 га                     |
| 4                           | Плаюл-Фагулуй               | 1992                        | 5642 га                     |
| 5                           | Педуря-Домняске             | 1993                        | 6032 га                     |

## Історія

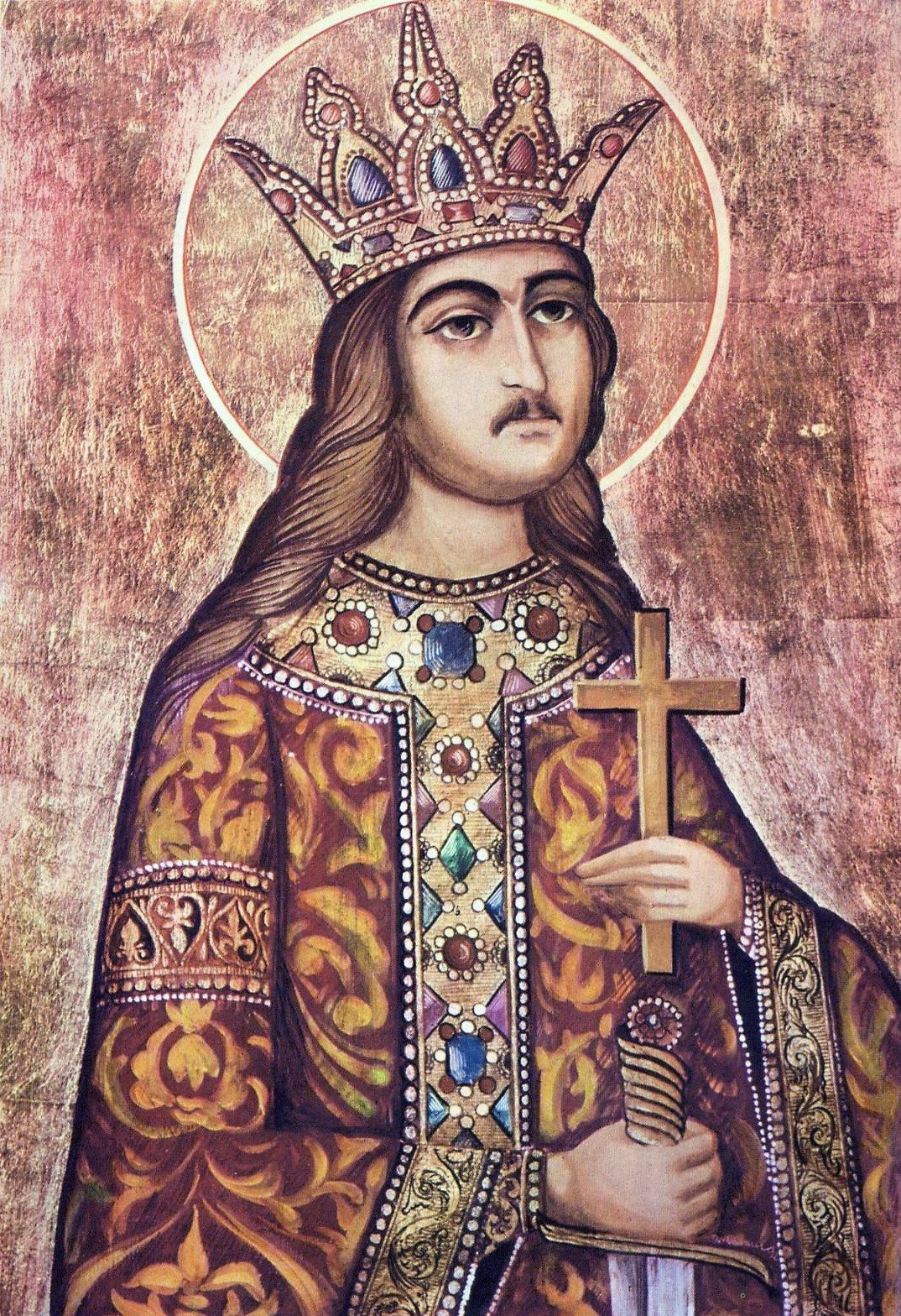
Стефан III Великий — видатний молдовський господар

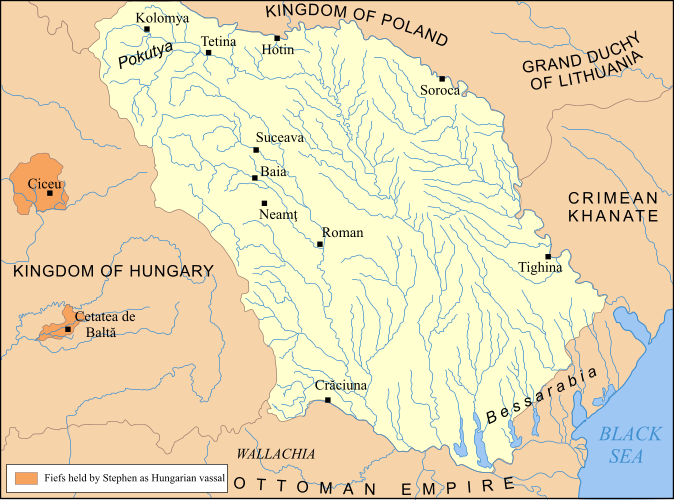
Молдовське князівство в часи правління Штефана чел Маре (бл. 1500)

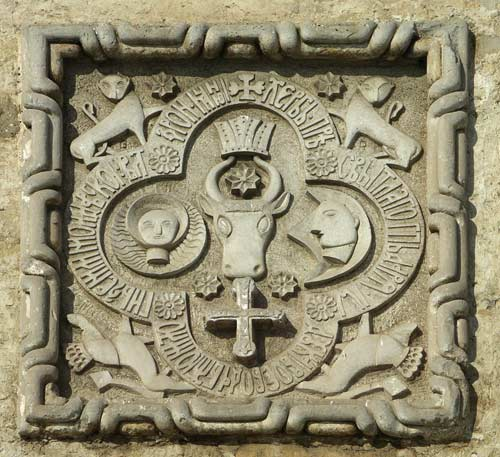
Герб Молдови, висічений на стіні церкви у монастирі Четацуя (Mãnãstirea Cetatuia) в Яссах

У другій половині XIII — першій половині XIV століття південно-східна частина Дністровсько-Карпатських земель належала до складу Золотої Орди. Райони карпатських передгір'їв безпосередньо не належали до володінь Орди, але перебували у васальній залежності від неї. У XIV столітті Золота Орда почала занепадати. У середині 1340-х угорці розгромили золотоординське військо. Землі в басейні річки Молдова опинилися під владою угорських королів. На цій території утворилося Молдовське князівство — спочатку як васальне князівство Угорського королівства.
Першим намісником Молдови (бл. 1351—1353) був Драгош, волоський воєвода з Мармарощини, з ім'ям якого пов'язують виникнення Молдовського князівства. Після Драгоша Молдовою керували його сини — Сас (1354—1358) і Балк (1359).
У 1359, внаслідок повстання проти угорського панування, князівство стало незалежним. Першим правителем незалежного Молдовського князівства став Богдан I (1359—1365), який до того був воєводою в Марамуреші та васалом угорського короля.
Невдовзі після цього у татар було відвойовано межиріччя Прута і Дністра.
Роман I Мушат (1392—1394) відсуває кордони на півдні до гирла Дунаю і Чорного моря; південна частина території між Лозиною і Дністром, названа Бессарабією за ім'ям першого її власника — представника династії Басарабів з Волощини, разом зі фортецями Килія і Четатя Албе потрапляє до природних кордонів історичної Молдови. Сам Роман I гордо називав себе великим господарем, єдиним владикою Землі Молдови від гір до моря.
У 1400 році до князівства була включені і фортеця Білгород (сучасний Білгород-Дністровський). Східним кордоном князівства була річка Дністер. Західний кордон проходив по вершинах Карпатських гір, південний — по Чорному морю, річкам Дунай, Серет і Мілків. На півночі природного кордону не було, Покуття довший час було спірною територією, через яку велись війни Молдовське князівство й Польща.
Таким чином, історична Молдова охоплювала територію між Східними Карпатами (лісистими Карпатами), Дністром, Чорним морем і Дунаєм. Те, що Молдова знаходилася на перетині інтересів Австрії, Росії і Туреччини, які змагалися за першість у Південно-Східній Європі, значною мірою пояснює подальші територіальні захоплення великих імперських держав.
Попри перемоги, здобуті над турецькими і татарськими, угорськими і польськими військами, що нападали одне за одним на Молдову, Стефан III Великий (Штефан чел Маре), національний герой Молдови, змушений був зрештою поступитися султану Баязіду II влітку 1484 р. південною частиною Молдови — Бессарабією — разом із Килією і Четатя Албе.
У 1513, через кілька років після смерті Стефана III, Молдова змушена прийняти режим отоманського сюзеренітету. Цей режим був закріплений серією двосторонніх договорів, що передбачали взаємні зобов'язання і якими Молдова визнавалася не завойованою силою зброї, а такою, яка «підкорилася» туркам. Так, замість того, щоб виплачувати султану данину, Молдова мала право жити за власними законами, проводити власну зовнішню політику, обирати власного господаря, використовувати румунську мову в школі і церкві, а Отоманська імперія зобов'язувалася захищати цілісність Молдови.
З цього моменту і до 1711 р. (останнє антиосманське повстання Кантемира) господарі Молдови, проте, як і Волощини, намагаються звільнитися від сюзеренітету Порти і повернути незалежність як військовим, так і дипломатичним шляхом.
У травні 1600 р. господар Волощини (Мунтенії) Михайло Хоробрий (Міхай Вітязул) також на короткий час стає господарем Молдови, об'єднавши таким чином три князівства: Волощину, Трансильванію і Молдову.
У договорі, підписаному в Москві 7 травня 1654 р. господарем Молдови Георге Штефаном і великим князем московським Олексієм Михайловичем, Московське Князівство (Московське Царство) зобов'язувалося «шанувати честь і порядки Молдови… тобто жодним чином не втручатися у політику й управління», відвоювати фортеці Четатя Албе, Тігина і Килію разом із регіоном Буджака, які були захоплені і безпосередньо управлялися Високою Портою, і «повернути їх Молдовському князівству назавжди».

### XVIII—XIX століття

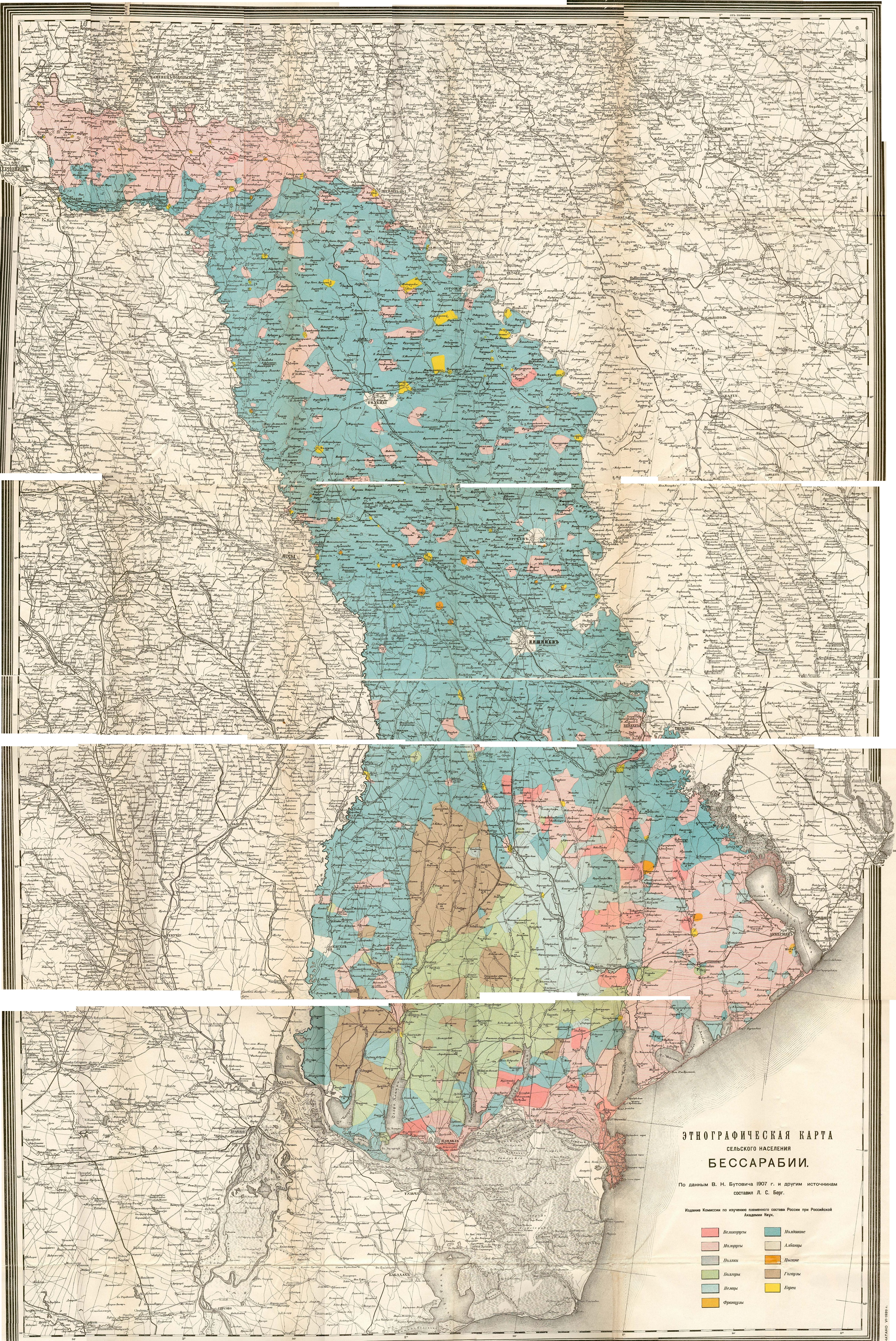
Етнічна мапа Бессарабської губернії 1907 року

Наприкінці XVIII століття в результаті російсько-турецької війни до Російської імперії відійшло лівобережжя Дністра, в 1812 році — землі між Дністром і Прутом. Після приєднання Бессарабії до Російської імперії російський уряд почав поступово почав проводити політику зросійщення місцевого румунського населення та створення окремої молдавської ідентичності на противагу румунському національному відродженню, яке ставило собі за мету об'єднання всіх румунських земель в одній державі.

### XX—ХХІ століття
У 1918 Молдовська Демократична Республіка була включена до складу Румунського королівства. З 1924 по 1940 існувала Молдавська Автономна Радянська Соціалістична Республіка (Молдавська АРСР) у складі Української СРР. У 1940 Румунське королівство поступилося Бессарабією СРСР. Бессарабія після деяких змін кордонів була перетворена в Молдавську Радянську Соціалістичну Республіку (МРСР).
У 1989 почалися націоналістичні виступи в столиці, вимоги надання молдовській мові статусу державної, етнічні тертя між молдованами з одного боку і росіянами та українцями з іншого. В 1990 році був оголошений економічний і політичний суверенітет. 27 серпня 1991 прийнята декларація незалежності Республіки Молдова, в якій Молдова проголошувалась суверенною державою зі столицею в Кишиневі. У 1992 прийнята в ООН.

## Політичний устрій
Молдова є унітарною парламентською республікою. Це записано в конституції країни, яку було прийнято 29 липня 1994 з наступними змінами, внесеними 19 липня 1996 і 5 червня 2000. Також згідно з нею Молдова є нейтральною державою. На чолі держави є президент, який обирається на засадах прямого рівного виборчого права шляхом таємного голосування на строк 4 роки.

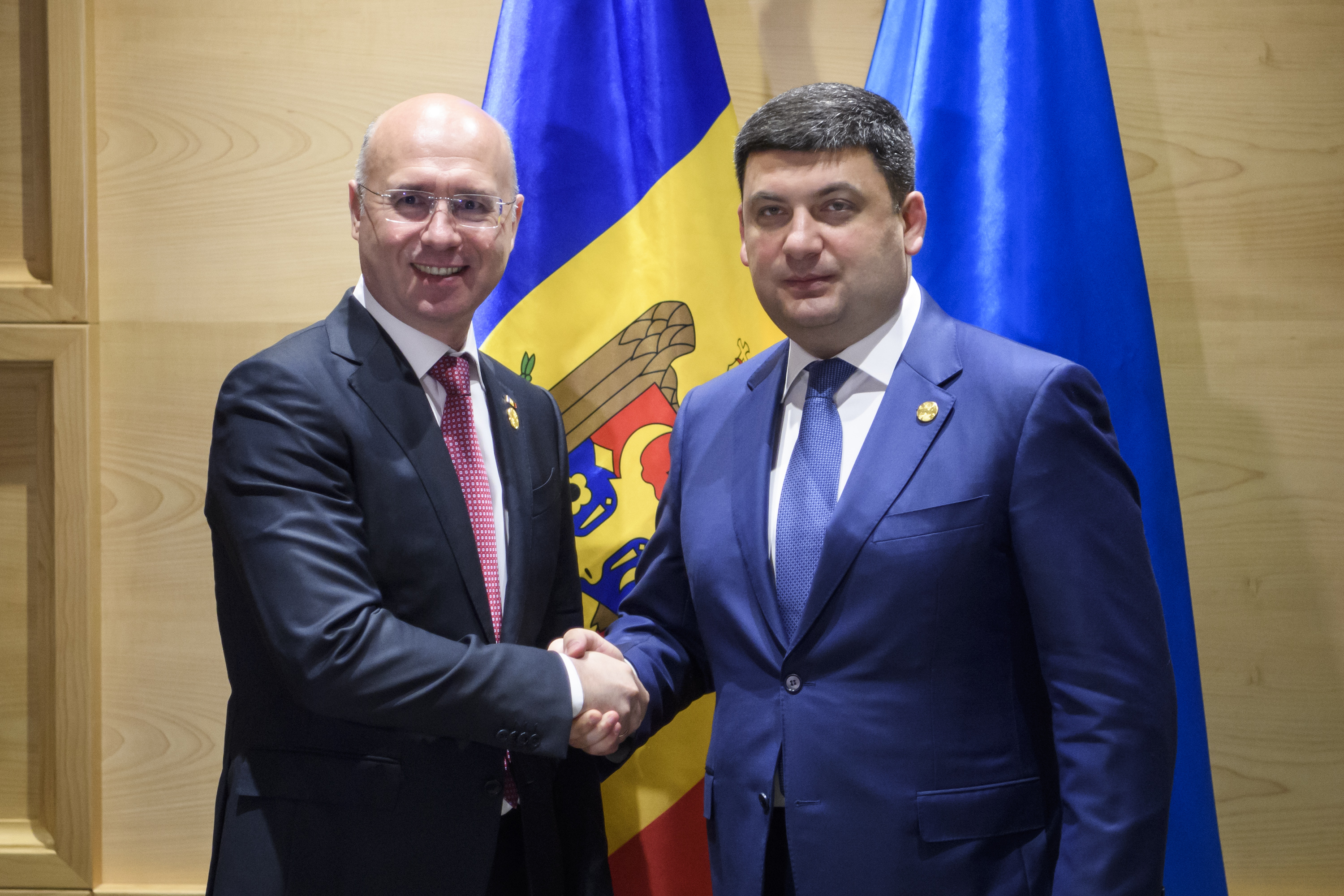
Прем'єр-міністр України Володимир Гройсман із Прем'єр-міністром Молдови Павлом Філіпом

### Президент

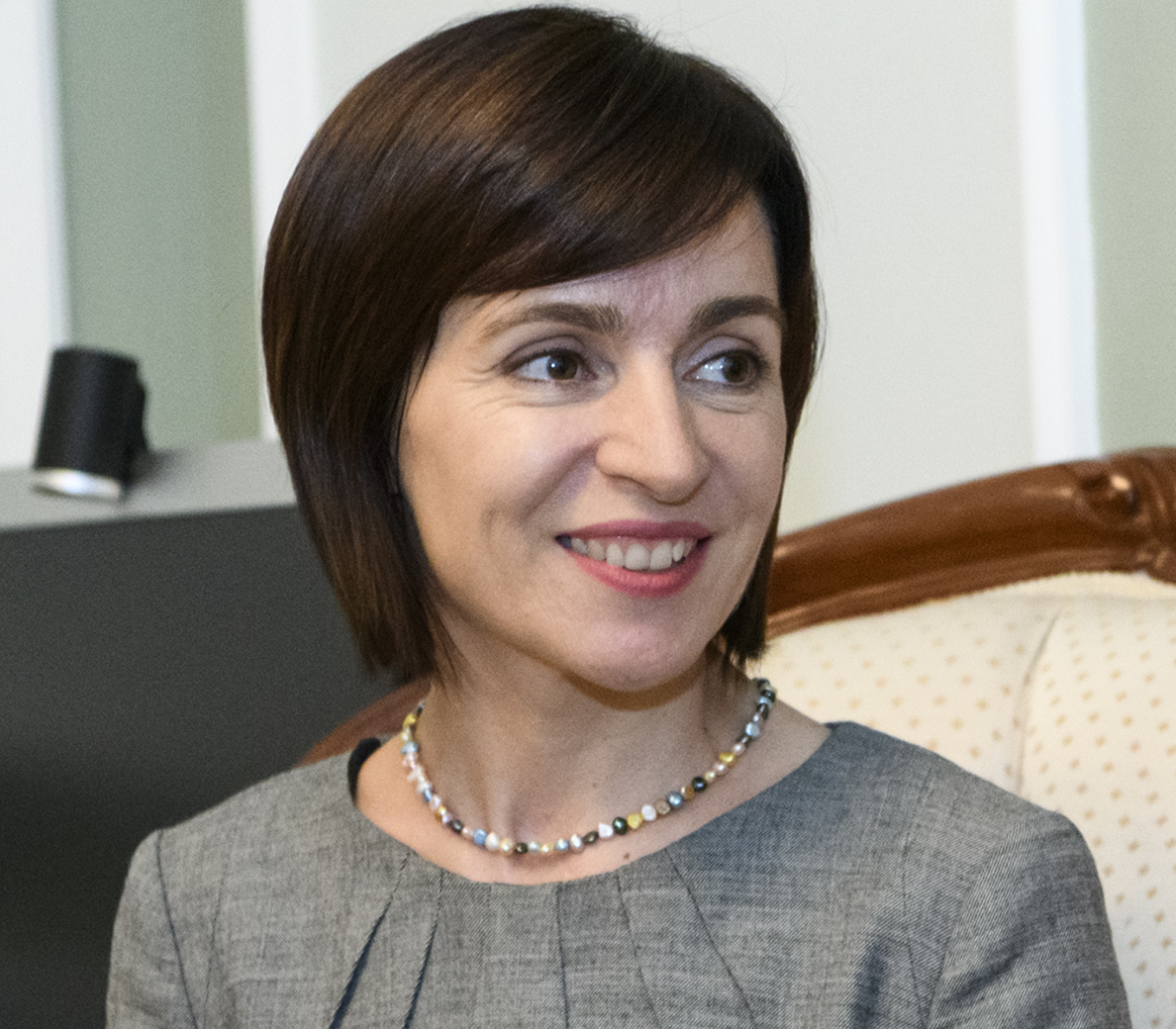
президент Мая Санду

До 2016 року президента Молдови обирали в парламенті. Після парламентських виборів у квітні 2009 депутати з двох спроб не змогли обрати президента — комуністичній коаліції забракло 1 голосу, а після дострокових виборів у липні вже ліберально-демократичній коаліції не вистачило голосів. Таким чином, восени 2010 в країні відбулися ще одні дострокові парламентські вибори.
З 11 вересня 2009 року до обрання президента виконувачем його обов'язків є спікер парламенту Міхай Гімпу. Після позачергових виборів 2010 до березня 2012 виконувачем обов'язків президента був лідер Демократичної партії Маріан Лупу. 16 березня 2012 президентом Молдови обраний Ніколае Тімофті.
4 березня 2016 року Конституційний суд республіки Молдова ухвалив рішення, згідно з яким порядок виборів президента парламентом — неконституційний. Наступні вибори президента призначили на жовтень 2016 шляхом загальнонародного голосування. Лідерами президентських змагань стали Ігор Додон та Мая Санду. Перший займав проросійську позицію, друга — проєвропейську. Президентські вибори у Молдові 2016 завершилися перемогою Ігоря Додона (52,11 %). У 2020 році на чергових виборах президента перемогу здобула вже Мая Санду.

### Парламент
Парламент Молдови — вищий представницький і законодавчий орган країни. Складається зі 101 депутата.

### Уряд
Уряд Республіки Молдова — орган виконавчої влади в Республіці Молдова, який згідно з Конституцією Республіки Молдова (1994), забезпечує здійснення внутрішньої і зовнішньої політики держави та здійснює загальне керівництво державним управлінням.

### Міжнародні організації
Молдова входить до таких міжнародних організацій ОБСЄ (з 30 січня 1992), ООН (з 2 березня 1992), МБРР, МВФ, СОТ, ЦЄІ, СНД.

## Міжнародні відносини

### Нейтралітет
Згідно з Конституцією Молдови Республіка Молдова є нейтральною державою. Стаття 11 Конституції Молдови говорить: Республіка Молдова проголошує свій постійний нейтралітет. Республіка Молдова не допускає розміщення на своїй території збройних сил інших держав. Таким чином, оскільки нейтралітет Молдови закріплений у її Конституції, у країни немає планів щодо вступу ні в НАТО, ні в ОДКБ. Проте, відповідно до Указу Президента Молдови № 193 від 3 вересня 1991 року «Про утворення Збройних Сил», в Молдові створені та існують власні Збройні Сили. Згідно з Конституцією Молдови (1994) та Концепції національної безпеки, воєнна безпека країни забезпечується її Збройними Силами.

## Адміністративний поділ
Молдова поділяється на 39 адміністративних одиниць першого рівня: 32 райони, 5 муніципіїв та 2 автономні утворення — Гагаузія (Găgăuzia) та Придністров'я (Stînga Nistrului).
Загалом у Молдові 60 міст та 917 сіл.

### Автономне територіальне утворення з особливим правовим статусом Придністров'я
Згідно із законодавством Молдови лівобережна частина має статус Автономного територіального утворення з особливим правовим статусом.
Фактично ця частина території контролюється невизнаною Придністровською Молдавською Республікою
 — державним утворенням в Східній Європі, незалежність якого проголошена 25 серпня 1991, але досі не визнана іншими державами. На заході ПМР межує з Молдовою по річці Дністер, на сході — з Україною. 
Питання щодо статусу Придністров'я досі залишається актуальним. Міжнародна спільнота визнає регіон частиною Молдови, проте Молдова не має контролю над Придністров'ям. Водночас незалежність ПМР визнали інші самопроголошені республіки пострадянського простору — Абхазія, Південна Осетія та Нагірний Карабах.

## Економіка

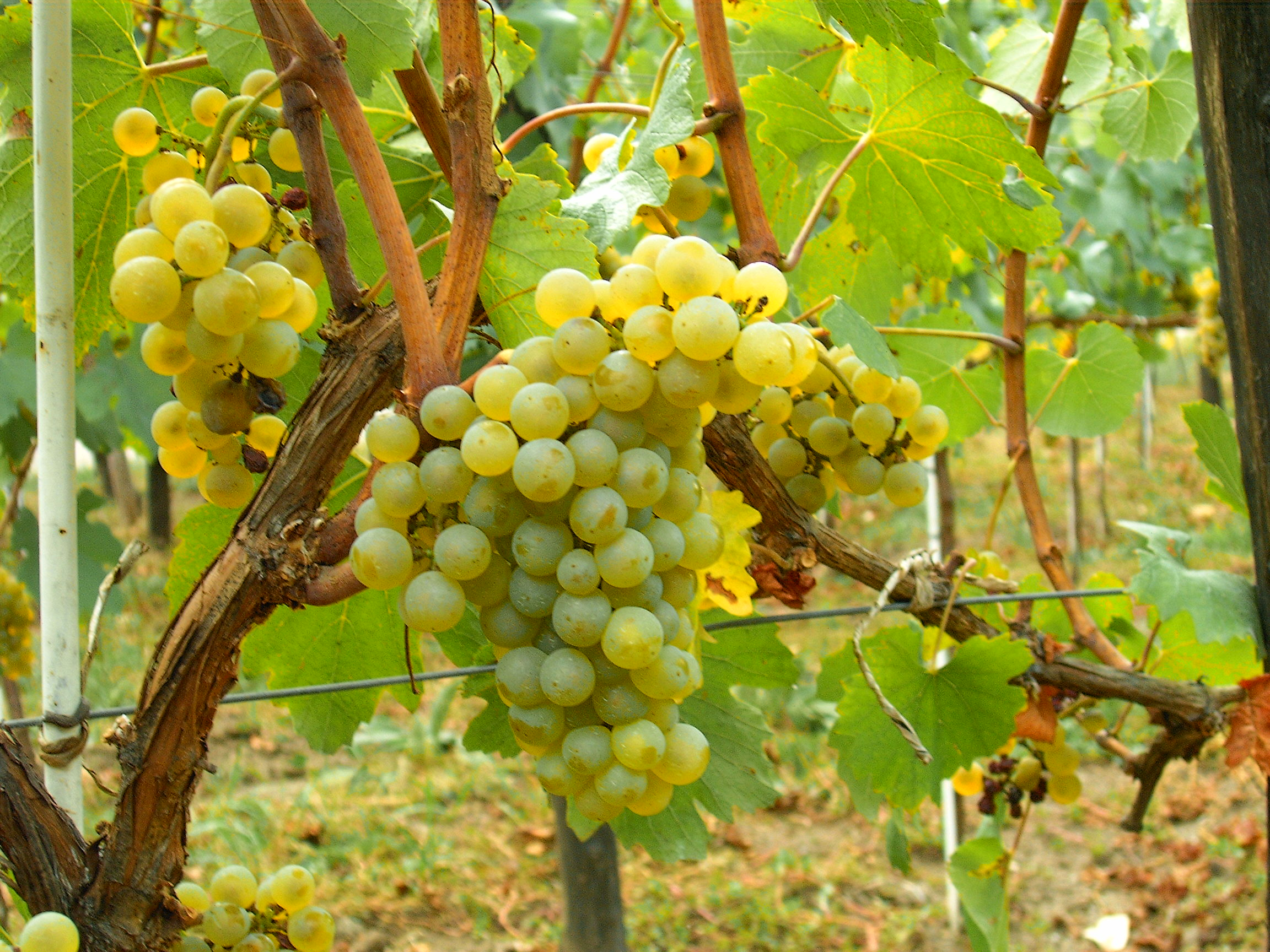
У Молдові є дуже сприятливі геологічні та кліматичні умови для виноградарства

Після розпаду СРСР дефіцит енергії, політична невизначеність, торговельні перешкоди і слабкий адміністративний потенціал спричинили зниження темпів розвитку економіки. В рамках амбітної економічної лібералізації Молдова ввела конвертовану валюту, лібералізувала ціни на все, припинила видавати пільгові кредити державним підприємствам, спираючись на стійку приватизацію землі, ліквідувала систему експортного контролю та лібералізувала процентні ставки. Уряд уклав угоди зі Світовим банком і Міжнародним валютним фондом для сприяння зростанню. Економіка відновлюється від занепаду наприкінці 90-х років. З 1999 р. ВВП (ПКС) мав стійке зростання наступним чином:
| 1999   | 2000    | 2001    | 2002    | 2003   | 2004   | 2005   | 2006   | 2007   | 2008    | 2009    | 2010    | 2011   | 2012    | 2013   | 2014   |
| ------ | ------- | ------- | ------- | ------ | ------ | ------ | ------ | ------ | ------- | ------- | ------- | ------ | ------- | ------ | ------ |
| 9,70 % | 11,30 % | 10,30 % | 11,00 % | 7,79 % | 8,58 % | 8,41 % | 9,07 % | 9,76 % | 10,67 % | 10,13 % | 10,99 % | 6,80 % | –0,70 % | 8,90 % | 1,80 % |

Молдова — аграрно-індустріальна країна. На частку промисловості припадає близько 60,0 %. У структурі споживання паливно-енергетичних ресурсів нафта, вугілля, природний газ і продукти їх переробки становлять близько 80 %. Основні галузі промисловості: харчова, сільськогосподарське машинобудування, хімічна, текстильна, деревообробна, металургійна. Транспорт: автомобільний, залізничний, річковий. Міжнародне летовище в Кишиневі.

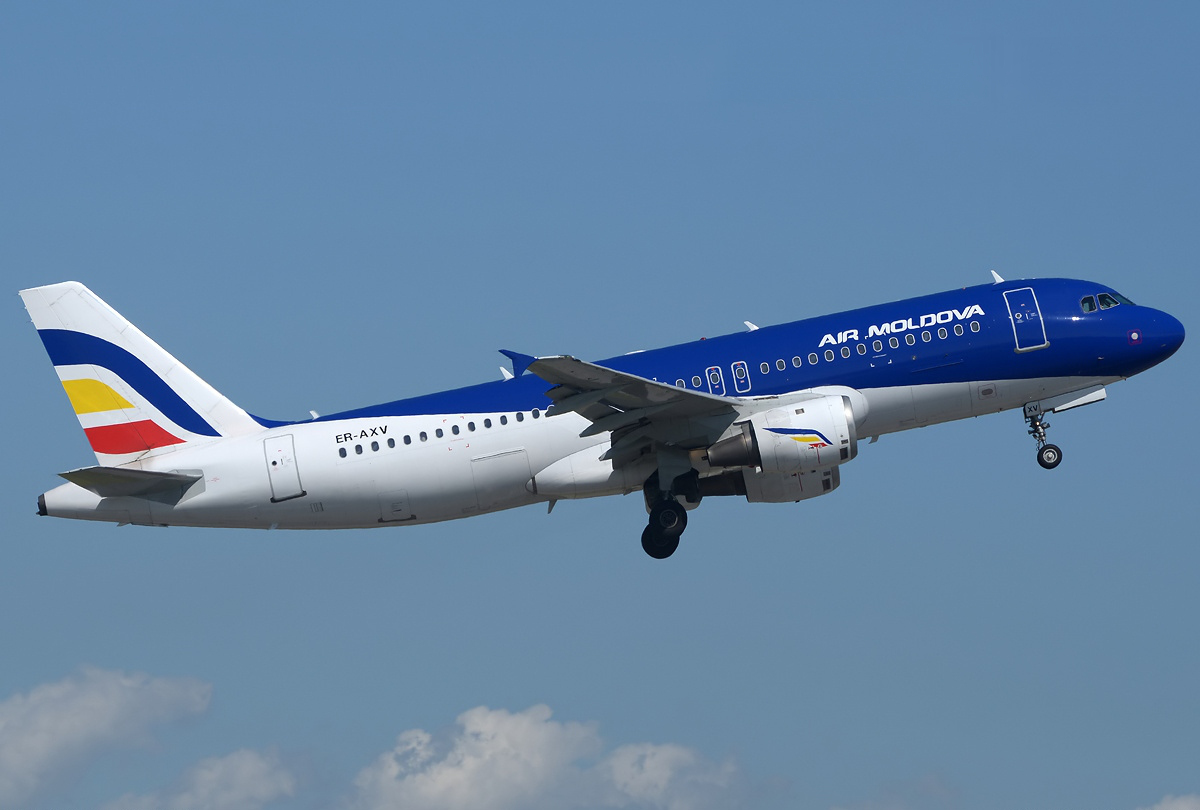
Air Moldova

Виробляється: вино, тютюн, консервовані продукти.
За даними [Index of Economic Freedom, The Heritage Foundation, U.S.A. 2001]: ВВП — $ 3,7 млрд. Темп зростання ВВП — (+7,3)%. ВВП на душу населення — $1500. Прямі закордонні інвестиції — $1,7 млрд (країна сподівається на їх збільшення до 2—2,5 млрд). Імпорт (нафта, природний газ, вугілля, машини, продовольство) — $ 2,9 млрд (г. ч. Росія — 20 %; Румунія — 15 %; Україна — 14 %; Німеччина — 11 %; Італія — 6 %). Експорт (сільськогосподарські продукти, насамперед вина і тютюн, тканини, машини і хімічна продукція) — $ 2,3 млрд (г. ч. Росія — 40 %; Румунія — 8 %; Німеччина — 7,8 %; Україна — 7,3 %; Італія — 5,5 %).

### Енергетика
У Молдові бракує внутрішніх джерел викопної енергії, країна повинна імпортувати значну кількість нафти, вугілля, природного газу та інших енергетичних ресурсів. В країні використовується відновлювана енергія, в першу чергу для виробництва електроенергії та опалення. Бачення розвитку енергетики Республіки Молдова, її удосконалення, перспективи, інтеграційні напрямки відображені в Енергетичній Стратегії Республіки Молдова до 2030 року. Постачання газу до Молдови сильно залежне від Газпрому, також, судовими позовами російський Газпром вимагає стягнення боргу у ~7 млрд доларів за постачання газу в окуповане Росією Придністров'я. Молдова виробляє лише 25 % необхідної енергії, і навіть ця частка складається в основному з невідновних джерел. Постачання електроенергії сильно залежне від непідконтрольного самопроголошеного Придністров'я, імпорт електроенергії з якого становив 70—80 % у 2018—2019 роках відповідно. З приходом до влади Маї Сандру, Молдова взяла напрямок на продовження інтеграційних процесів у Європейську енергосистему разом або без України. Із 2021 на рівні президентів досягнуто домовленостей про закупку левової частки електроенергії із України минуючи Придністров'я. Для стабілізації газових конфліктів з Росією, Молдова планує використовувати газові сховища на території України та розглядає побудову власних сховищ газу. Можливість обміну електроенергією з Румунією також обговорюється, прогнозовано, робота у цьому напрямку набере нової сили з приєднанням енергосистем Молдови та України до спільної енергосистеми Європи ENTSO-E у 2025 році. «Зелений тариф» у Молдові був затверджений лише у 2020 році у вигляді 15-річних контрактів. Максимальні потужності — 1 МВт. при ціні ~ 0,1 дол. США * кВт/год. Таким чином, уряд Молдови розраховує запустити 15 МВт нових сонячних потужностей із маломасштабних масивів.

## Населення

Етнічна картина у 2004 році

У 2004 році в Молдові був проведений Перепис населення. За результатами Перепису сукупна чисельність постійного населення Молдови (без підконтрольних ПМР територій) склала 3 383 332 осіб, у тому числі 1 305 655 осіб (або 38,6 %) міського та 2 077 677 осіб (або 61,4 %) сільського населення. До сукупної чисельності населення було включено й тимчасове відсутнє на території Молдови населення, чисельність якого склала 273 тисячі осіб.
Динаміка у порівнянні з переписом населення 1989 була негативною — чисельність населення за цей період зменшилася на 274 тисячі осіб. Скорочення населення було викликане зменшенням народжуваності та від'ємним сальдо міжнародної міграції населення. Характерною особливістю скорочення населення Молдови за цей період стало суттєве перевищення темпів зменшення населення міст над темпами зменшення сільського населення — ці показники склали відповідно 15,2 % та 1,9 %.
Серед адміністративних одиниць Молдови найбільш населеними виявилися муніципій Кишинів, в якому мешкали 712 тисяч осіб (21 % усього населення країни), автономне територіальне утворення Гагаузія (156 тисяч осіб) та муніципій Бєльці (128 тисяч). Населення понад 100 тисяч осіб також мали Кагульський, Гинчештський, Оргейський та Унгенський районии країни.

### Національний склад
За даними перепису 2014 року, молдовани були найбільшою етнічною групою Молдови (75,1 % населення). Крім того, 7,0 % населення назвали себе румунами на тлі суперечок щодо етнічної та мовної ідентичності в Молдові. Хоча історична, поляризація, заснована на етнолінгвістичних критеріях більшості етнічної групи, знову з’явилася з рухом національного відродження кінця 1980-х років, і поки що немає консенсусу щодо основної ідентичності в Республіці Молдова (молдовської чи румунської).
У країні також є важливі етнічні меншини, як показано в таблиці нижче. Гагаузи, 4,4 % населення, є християнами-тюрками. Греки, вірмени, поляки, українці, хоча й нечисленні, були присутні ще з XVII століття і залишили культурні сліди. У 19 столітті з Поділля та Галичини прибуло значно більше українців, а також нові громади, як-от липованці, росіяни, болгари та німці. Більшість єврейського населення Молдови емігрувала з 1979 по 2004 роки.
| Населення Молдови за етнічною групою (переписи 1959—2014 рр.) |           |       |           |       |           |       |           |       |                           |                           |                         |                         |
| Етнічна група | 1959      | 1959  | 1970      | 1970  | 1979      | 1979  | 1989      | 1989  | 2004**(без Придністров'я) | 2004**(без Придністров'я) | 2014(без Придністров'я) | 2014(без Придністров'я) |
| Етнічна група | Цифра     | %     | Цифра     | %     | Цифра     | %     | Цифра     | %     | Цифра                     | %                         | Цифра                   | %                       |
| Молдовська * | 1,886,566 | 65,41 | 2,303,916 | 64,56 | 2,525,687 | 63,95 | 2,794,749 | 64,47 | 2,564,849                 | 76,12                     | 2,068,058               | 75,07                   |
| Румунська * | 1,663     | 0,06  | 1,581     | 0,04  | 1,657     | 0,04  | 2,477     | 0,06  | 73,276                    | 2,17                      | 192,800                 | 7,00                    |
| Українська | 420,820   | 14,59 | 506,560   | 14,19 | 560,679   | 14,20 | 600,366   | 13,85 | 282,406                   | 8,38                      | 181,035                 | 6,57                    |
| Гагаузька | 95,856    | 3,32  | 124,902   | 3,50  | 138,000   | 3,49  | 153,458   | 3,54  | 147,500                   | 4,38                      | 126,010                 | 4,57                    |
| Російська | 292,930   | 10,16 | 414,444   | 11,61 | 505,730   | 12,81 | 562,069   | 12,97 | 201,218                   | 5,97                      | 111,726                 | 4,06                    |
| Болгари | 61,652    | 2,14  | 73,776    | 2,07  | 80,665    | 2,04  | 88,419    | 2,04  | 65,662                    | 1,95                      | 51,867                  | 1,88                    |
| Циганська | 7,265     | 0,25  | 9,235     | 0,26  | 10,666    | 0,27  | 11,571    | 0,27  | 12,271                    | 0,36                      | 9,323                   | 0,34                    |
| Білоруси | 5,977     | 0,21  | 10,327    | 0,29  | 13,874    | 0,35  | 19,608    | 0,45  | 5,059                     | 0,15                      | 2,828                   | 0,10                    |
| Євреї | 95,107    | 3,30  | 98,072    | 2,75  | 80,124    | 2,03  | 65,836    | 1,52  | 3,628                     | 0,11                      | 1,597                   | 0,06                    |
| Поляки | 4,783     | 0,17  | 4,899     | 0,14  | 4,961     | 0,13  | 4,739     | 0,11  | 2,383                     | 0,07                      | 1,404                   | 0,05                    |
| Німці | 3,843     | 0,13  | 9,399     | 0,26  | 11,374    | 0,29  | 7,335     | 0,17  | 1,616                     | 0,05                      | 914                     | 0,03                    |
| Інші | 7,947     | 0,28  | 11,734    | 0,33  | 16,049    | 0,41  | 24,590    | 0,57  | 9,444                     | 0,28                      | 7,157                   | 0,26                    |
| * Тривають суперечки, зокрема щодо лінгвістичного визначення етнічної приналежності, щодо того, чи є самоідентифікація молдован окремою етнічною групою, окремою від румунів, чи підгрупою. |           |       |           |       |           |       |           |       |                           |                           |                         |                         |
| ** 31 грудня 2020 року уряд Румунії заявив, що 642 149 осіб із Молдови мають румунське громадянство. Існували численні звинувачення, що дані про етнічну належність були сфальсифікованими: 7 з 10 груп спостерігачів Ради Європи повідомили про значну кількість випадків, коли переписники рекомендували респондентам називати себе молдованами, а не румунами. Що ускладнює інтерпретацію результатів, 18,8 % респондентів, які назвали себе молдованами, оголосили румунську рідною мовою. |           |       |           |       |           |       |           |       |                           |                           |                         |                         |

Відповідно з попередніми даними перепису населення 2014 року, у Молдові проживало 2 998 235 жителів (у межах територій, контрольованих центральним урядом), що на 11,3 % менше від показника, зафіксованого під час перепису 2004 року. Рівень урбанізації становив 45 % від загальної кількості населення, що проживає в містах (станом на 2015 рік).
За даними останнього перепису населення у Придністров'ї (жовтень 2015 року), населення області становило 475 373 особи, що на 14,47 % менше, ніж за переписом 2004 року. Рівень урбанізації становив 69,9 %. За національним складом населення Придністров’я розподілилося наступним чином: росіяни — 29,1 %, молдавани — 28,6 %, українці — 22,9 %, болгари — 2,4 %, гагаузи — 1,1 %, білоруси — 0,5 %, придністровці — 0,2 %, інші національності — 1,4 %. Близько 14 % населення — не заявили про свою національність. Крім того, вперше,  у населення була можливість ідентифікувати себе, як «придністровці».

### Мови
Офіційною мовою Молдови є румунська, романська мова, споріднена з італійською, французькою, іспанською та португальською.
У Декларації незалежності 1991 року офіційною мовою названо румунську. У Конституції 1994 року було зазначено, що національною мовою Республіки Молдова є молдовська мова, а її письмо засноване на латинському альфабеті.
У 2013 році Конституційний суд Молдови постановив, що назва «румунська», яка використовується в Декларації незалежності для визначення офіційної мови має пріоритет над назвою «молдовська», наведеною у статті 13 Конституції. У жовтні 2017 року Конституційний суд країни схвалив проєкт поправки до Основного закону, згідно з якими назву державної мови має бути змінено з молдовської на румунську.
16 березня 2023 року, парламент Молдови у другому читанні схвалив законопроєкт, запропонований фракцією партії «Дія і Солідарність». Було наголошено, що зміна дозволить зробити законодавство відповідним до рішення Конституційного суду 2013 року, який ухвалив, що Декларація про незалежність Молдови переважає над текстом Конституції, у тому числі в частині найменування державної мови. Усі зміни необхідно буде внести до нормативних актів протягом 30 днів після набрання чинності законом. За законопроєкт проголосували 58 депутатів.
| Мови, якими зазвичай розмовляють у Молдові (переписи 1989—2014 рр.) |                                                                                            |           |           |                         |                         |                         |                         |
| Румунська мова за районами (2014)Російська мова за районами (2014)  | Перша мова                                                                                 | 1989      | 1989      | 2004(без Придністров'я) | 2004(без Придністров'я) | 2014(без Придністров'я) | 2014(без Придністров'я) |
| Румунська мова за районами (2014)Російська мова за районами (2014)  | Перша мова                                                                                 | Цифри     | %         | Цифри                   | %                       | Цифри                   | %                       |
| Румунська мова за районами (2014)Російська мова за районами (2014)  | Молдовська *                                                                               | 2,687,793 | 62,00     | 1,988,540               | 59,02                   | 1,486,570               | 54,65                   |
| Румунська мова за районами (2014)Російська мова за районами (2014)  | Румунська                                                                                  | 790       | 0,02      | 554,814                 | 16,47                   | 652,394                 | 23,98                   |
| Румунська мова за районами (2014)Російська мова за районами (2014)  | Російська                                                                                  | 1,003,563 | 23,15     | 540,990                 | 16,06                   | 394,133                 | 14,49                   |
| Румунська мова за районами (2014)Російська мова за районами (2014)  | Гагаузька                                                                                  | 140,000   | 3,2       | 104,890                 | 3,11                    | 74,167                  | 2,73                    |
| Румунська мова за районами (2014)Російська мова за районами (2014)  | Українська                                                                                 | 370,000   | 8,5       | 130,114                 | 3,86                    | 73,802                  | 2,71                    |
| Румунська мова за районами (2014)Російська мова за районами (2014)  | Болгарська                                                                                 | 70,000    | 1,6       | 38,565                  | 1,14                    | 26,577                  | 0,98                    |
| Румунська мова за районами (2014)Російська мова за районами (2014)  | Циганська                                                                                  | 9,500     | 0,2       | -                       | -                       | 5,764                   | 0,21                    |
| Румунська мова за районами (2014)Російська мова за районами (2014)  | Їдиш                                                                                       | 17,000    | 0,4       | -                       | -                       | -                       | -                       |
| Румунська мова за районами (2014)Російська мова за районами (2014)  | Німецька                                                                                   | 2,300     | 0,05      | -                       | -                       | -                       | -                       |
| Румунська мова за районами (2014)Російська мова за районами (2014)  | Інші мови                                                                                  | 38,000    | 0,9       | 11,318                  | 0,34                    | 6,970                   | 0,26                    |
| Румунська мова за районами (2014)Російська мова за районами (2014)  | Не вказано                                                                                 | -         | -         | -                       | -                       | 193,434                 | 6,45                    |
| Румунська мова за районами (2014)Російська мова за районами (2014)  | Total                                                                                      | 4,335,360 | 4,335,360 | 3,383,332               | 3,383,332               | 2,998,235               | 2,998,235               |
| Румунська мова за районами (2014)Російська мова за районами (2014)  | * Молдавська мова — одна з назв румунської мови, що використовуються в Республіці Молдова. |           |           |                         |                         |                         |                         |

Під час перепису 2014 року, який не включав дані з Автономного територіального утворення з особливим правовим статусом Придністров'я, 54,7 % населення назвали молдовську, тоді як 24,0 % назвали румунську своєю першою мовою в повсякденному вживанні. Хоча лише 4,1 % є етнічними росіянами, російська мова все ще використовується як основна мова для 14,5 % всього населення. Близько 50 % етнічних українців, 33 % гагаузів, 33 % болгар і 5,7 % молдован оголосили російську мовою щоденного вжитку.

### Релігія
| Релігія в Молдові | Релігія в Молдові | Релігія в Молдові | Релігія в Молдові | Релігія в Молдові |
| ----------------- | ----------------- | ----------------- | ----------------- | ----------------- |
| Релігія           |                   |                   | %                 |                   |
| Православні       | Православні       |                   | 93.34%            | 93.34%            |
| Протестанти       | Протестанти       |                   | 1.89%             | 1.89%             |
| Старовіри         | Старовіри         |                   | 0.15%             | 0.15%             |
| Католики          | Католики          |                   | 0.14%             | 0.14%             |
| Юдеї              | Юдеї              |                   | 0.11%             | 0.11%             |
| Атеїсти           | Атеїсти           |                   | 0.38%             | 0.38%             |
| Нерелігійні       | Нерелігійні       |                   | 0.98%             | 0.98%             |
| Без відповіді     | Без відповіді     |                   | 2.24%             | 2.24%             |
| Інші              | Інші              |                   | 0.88%             | 0.88%             |

#### Католицтво
- Кишинівська діоцезія

#### Східне Православ'я
- Бессарабська православна церква
- Молдовська православна церква Московського патріархату
- Російська православна автономна церква (Варсофонія)
- Російська православна старообрядська церква

## Українці Республіки Молдова
Українська меншина Молдови є другою за чисельністю національною групою країни після молдован, під час перепису населення 2004 року 282,4 тисячі мешканців країни, тобто 8,4 % її населення вказали себе українцями. Найчисельніша в абсолютному відношенні українська громада (58,9 тисяч осіб) мешкала у муніципії Кишинів, українці становили 8,3 % населення столичного муніципію. У відносному вимірі найзначнішими були українські осередки в Окницькому районі (30,7 % населення), а також Бричанському районі (25,6 %), муніципії Бєльці (23,7 %) та Ришканському районі (22,5 %).
У Придністров'ї, за даними придністровського перепису населення 2004 року, проживає 160 тис. українців.
64,1 % українців Молдови вважали рідною мовою українську, частка населення Молдови, що вказала українську мову основною мовою щоденного спілкування, становила 3,8 % сукупного населення.
У Молдові понад 300 населених пунктів, у яких українське населення становить більшість, основна маса українського населення зосереджена в північних та східних регіонах Молдови. З 2022 року територія країни потрапляла під російські ракетні удари в ході масованих обстрілів російськими окупантами з боку РФ та Білорусі.

## Культура

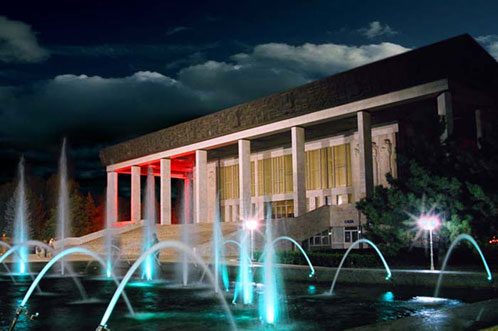
Національний театр опери та балету Республіки Молдова

Культура Молдови — культура Молдовського князівства, пізніше Бессарабії і західної Молдови, Молдавської АРСР, Молдавської РСР, сучасної Республіки Молдова. Молдовська культура нерозривно пов'язана з народами що населяють Молдову, з румунською мовою та іншими мовами Молдови, знаходиться у взаємодії з культурами Румунії й України, а також інших країн.
Культура Республіки Молдова представлена широкою палітрою творчої діяльності: література, театр, музика, образотворче мистецтво, архітектура, кінематографія, радіомовлення і телебачення, фотомистецтво, дизайн, цирк, народна творчість, архіви і бібліотеки, книговидавництво, наукові дослідження, культурний туризм та інші.

### Виконавське мистецтво

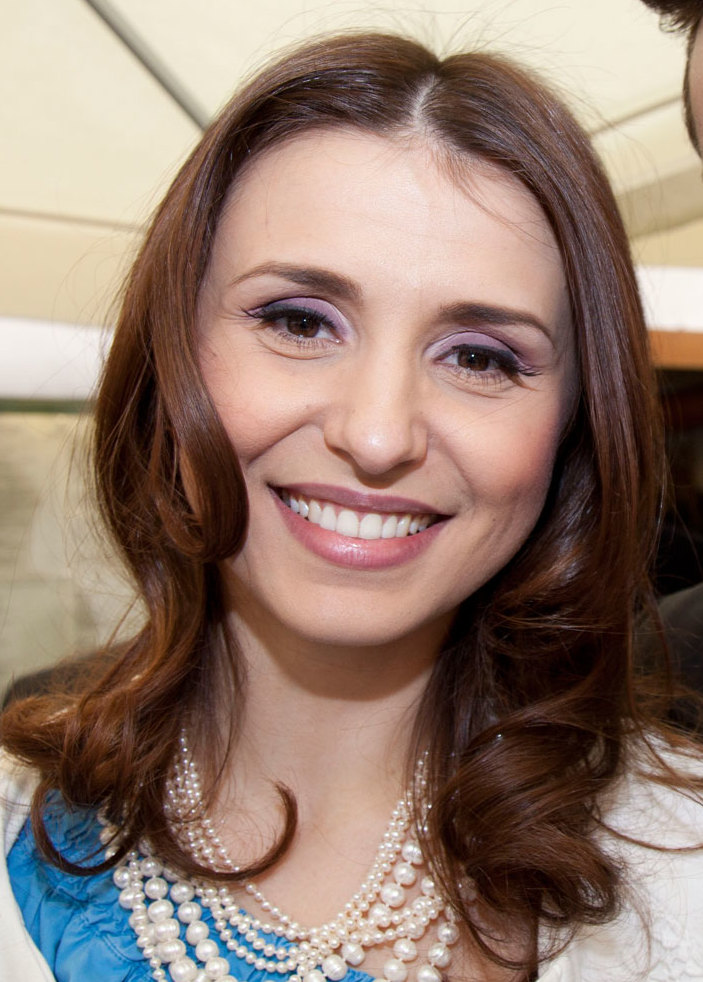
Молдовська сопрано Валентина Нафорніце

Академічну концертну діяльність забезпечують три концертні установи: Національна філармонія імені Сергія Лункевича (2 концертні зали, симфонічний оркестр, хорова капела, ансамбль народної музики); Органний Зал (камерний оркестр і камерний хор); Національний Палац (Концертна організація «Moldova-concert»: художні ансамблі народної музики і танців, легкої музики).

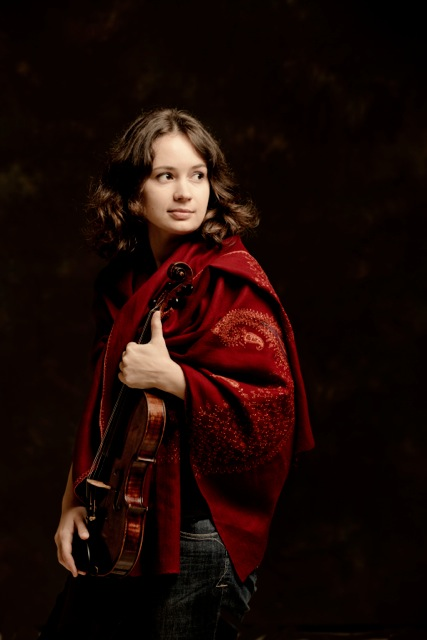
Скрипалька Патриція Копачинска

### Театри
В Республіці Молдова 22 театральних установ: 18 драматичних театрів, Театр опери і балету, етнофольклорний театр і 2 лялькових театри. 17 театрів знаходяться в столиці країни і 5 в інших місцевостях. Головні з них успішно беруть участь у закордонних фестивалях, організовують міжнародні фестивалі, гастролюють у Франції, Італії, США, Росії, Японії, Китаї, Румунії та в інших країнах.

### Образотворче мистецтво

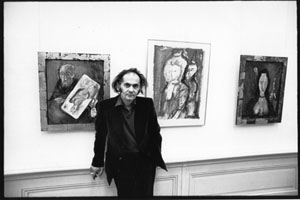
Французький художник Цві Мільштейн народився в Кишиневі

Термін «образотворче мистецтво», укорінений у Республіці Молдова, охоплює три жанру: живопис (монументальний і станковий), графіки (станкова, книжкова, плакатна, рекламна та ін.) і скульптура (пластика «en ronde-bosse», барельєф, високий рельєф, перспективний рельєф та ін). В останні роки в Молдові з'явилися: «відео-арт», «кінетична скульптура», «комп'ютерна графіка», «боді-арт», «перформанс» та інші.
Народне мистецтво представлено багатим розмаїттям жанрів, типів і пологів. Більшість із них належать до сфери «декоративних мистецтв»: кераміка, народний килим, традиційний одяг, обробка каменю й дерева, вироби зі шкіри, лози, обробка металів, народні іграшки тощо.
Виставкові зали: Виставковий центр імені Костянтина Бринкушь, Національний музей мистецтв Молдови, приватні виставкові галереї.

### Фольклор
Фольклор у Республіці Молдова має в основі глибокі дако-латинські[джерело?] корені та представляє систему народних вірувань і звичаїв, з конкретним вираженням у музиці і танці, в усній поезії і прозі, мітології, ритуалах, народному театрі та ін. Дана культурна спадщина в цілісності свого прояву, становить велику, особливої цінності область національного мистецтва, є не тільки основою його культурної форми, але і продовжила розвиток у сучасну епоху, надаючи професійній культурі її етнічної оригінальності.

### Культурна спадщина
У Республіці Молдова збереглася, та має чимале поширення важлива культурна спадщина: археологічні ландшафти, житлові будинки, садиби, фортеці, монастирі і церкви, роботи монументального мистецтва, пам'ятники та технічні пристрої, будівельні ансамблі — площі, вулиці, квартали, села та міські центри або етнографічні зони з традиційною архітектурою.
До культурної спадщини входять 87 музеїв країни, 5 з яких і 7 філій входять у безпосереднє підпорядкування Міністерства культури і туризму, а 66 — органів місцевого публічного управління. Їх фонди містять близько 700 000 експонатів належать до національної і світової історії та культури.
Археологічна спадщина Молдови багата стародавніми художніми творами. Знайдені зразки скульптури ще періоду пізнього палеоліту. Кераміка культури «Кукутень-Трипілля» періоду енеоліту знайдена у багатьох місцевостях Республіки Молдова, володіє безперечною художньою цінністю, представляючи цілу мітологію в зображеннях.

### Культура національних меншин
В Молдові діють десятки етнокультурних асоціацій. 18 меншин — українці, росіяни, болгари, гагаузи, євреї, білоруси, поляки, німці, цигани, греки, литовці, вірмени, азербайджанці, татари, чуваші, італійці, корейці, узбеки — об'єднані у спільноти, товариства, об'єднання, центри, культурні фонди тощо.
Відповідно з принципом рівності й універсальності культурного законодавства, етнічні меншини мають можливість розвивати традиційну культуру, народну творчість. В Кишиневі працює Російський драматичний театр імені А. П. Чехова, в Чадир-Лунге (АТО) Гагаузія) Гагаузкий драматичний театр імені Михайла Чекира; в Тараклії — Театр болгар Бессарабії імені Олімпія Панова.

### Музика

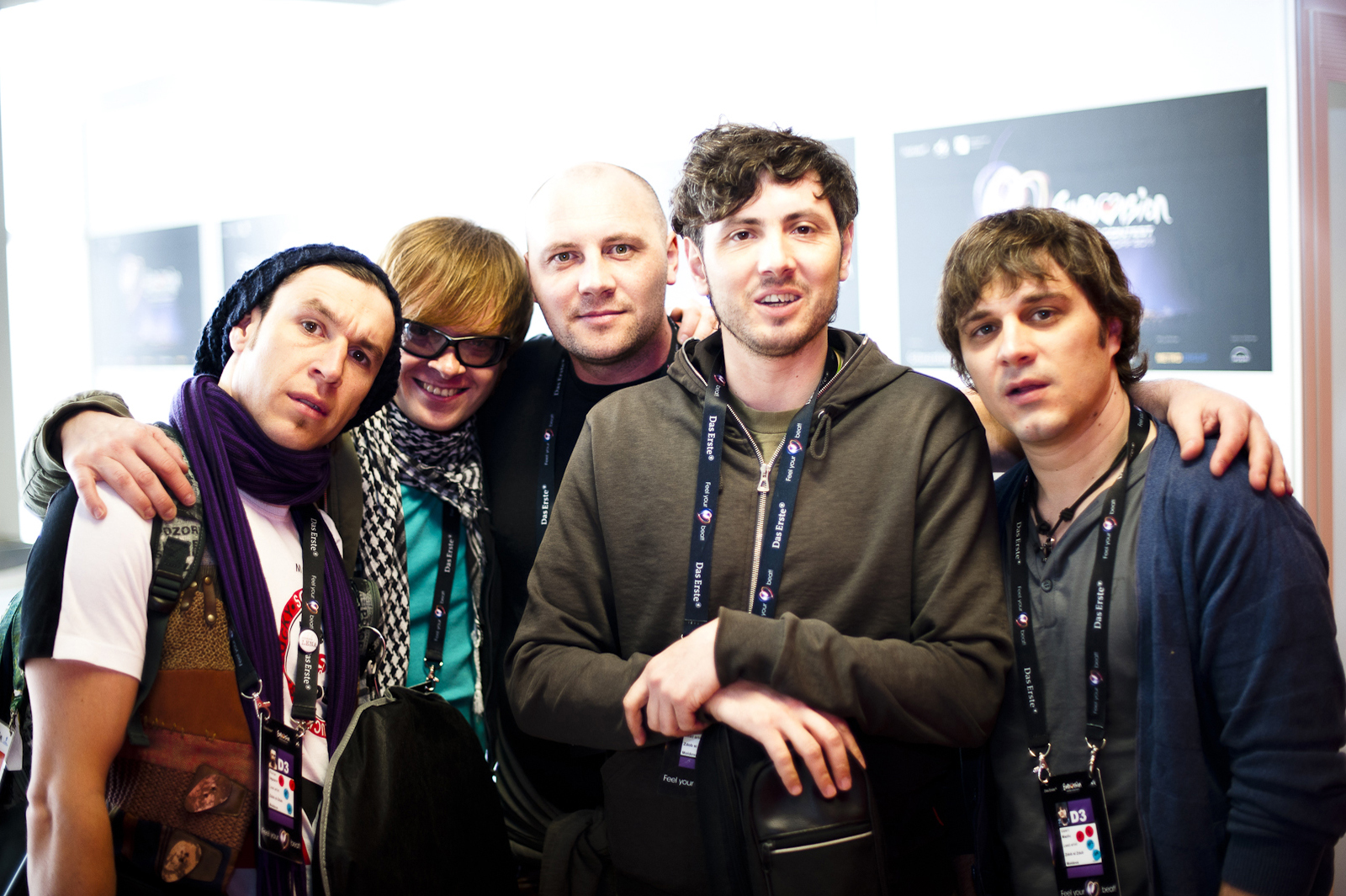
Музичний гурт «Zdob și Zdub»

Молдовська музика має глибокі національні традиції. Для неї характерне використання таких народних музичних інструментів як най, флуер тощо. В останні десятиліття одержують розвиток сучасні музичні напрямки. У країні і за її межами стають відомими музичні рок-колективи «Zdob si Zdub» і «Гиндул Мицей», а також попспіваки Аура, Ріки Артезіану та інші. Клеопатра Стратан — дочка молдовського співака Павла Стратана, занесена в книгу рекордів Гіннеса як наймолодша естрадна співачка. Почала виступати на сцені в 2006 році у віці трьох років. Останніми роками Молдова активно бере участь у конкурсі європейської пісні — «Євробаченні». У 2005 році за Молдову виступала група «Zdob și Zdub», в 2006 — Наталія Гордієнко і Арсеніум.

### Свята

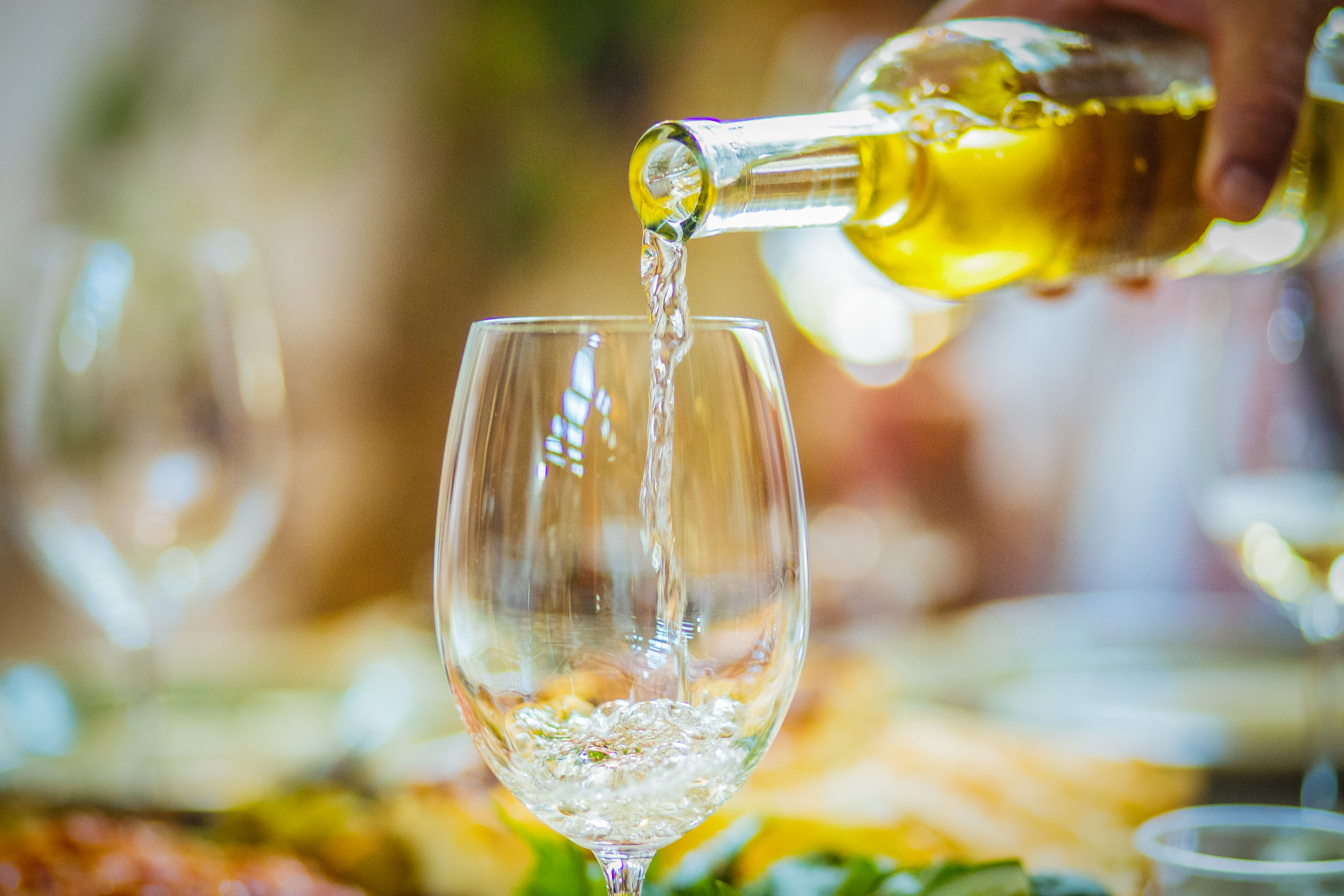
Молдовське вино, предмет національної гордості

Серед офіційних свят Молдови Новий рік, Різдво Христове, День незалежності Молдови, День національної мови. Відомим молдовським і румунським народним святом є Мерцішор (рум. Mărţişor, від рум. martie — березень) — традиційне свято зустрічі весни, який наголошується 1 березня. Більшістю населення наголошується ряд православних свят, серед яких особливо широко Великдень, Батьківський день, Трійця. З радянського періоду збереглася традиція відзначати свята 23 лютого, 8 березня, 1 і 9 травня. З нових свят треба відзначити Національний день вина, що святкувався вперше в 2002 році.

### Національна кухня
Молдовська кухня — національна кухня Молдови. Молдова розташована в регіоні багатих природних можливостей, винограда, фруктів і різноманітних овочів, а також вівчарства і птахівництва, що обумовлює багатство і різноманітність національної кухні.
Молдовська кухня складалася під впливом грецької, турецької, балканської, західноєвропейської, а пізніше — української і російської кухонь, і проте вона відрізняється самобутністю.

## Освіта
У Молдові працюють такі заклади освіти:
- 35 вишів.
- 1551 шкіл, гімназій, ліцеїв.
- 51 коледж.
- 1295 дитячих садків.
- 8 оздоровчих структур.
- 56 дитячих таборів.
- 116 лікарняних установ.

Випускниками університетів стали:
- 17,4 тисячі осіб (2005).
- 104,4 тисячі осіб (1998—2005).

З 1996 року Молдова є повноцінним членом Франкофонії. Тож чільне місце серед іноземних мов посідає французька. У 2009/2010 навчальному році серед школярів її вивчали 52 % як першу та 7 % як другу. Поступалася їй англійська з 48 % та 6 % відповідно, і німецька, якої загалом навчалися трохи більше за 3 %.

## Цікаві факти
- Назва країни походить від назви річки Молдова. До того ж ця річка тече сусідньою Румунією та на молдовську територію взагалі аж ніяк не потрапляє.
- В Україні на честь Молдовської Республіки названа одна із місцевостей в Одесі — Молдаванка.
- Молдавські вина не настільки знамениті, як французькі чи іспанські, і абсолютно марно. Адже перші виноградні лози в цих краях з'явилися понад 9000 років тому, а вино місцеві жителі почали виготовляти ще 5000 років тому.
- Кожен четвертий житель Молдови прямо або побічно залучений до виноробного процесу.
- За популярністю серед іноземних туристів, Молдова займає останнє місце серед всіх країн Європи.